# Tanganyika (teritoriu)

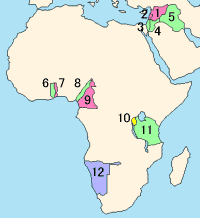
Teritoriile aflate sub mandatul Ligii Națiunilor în Orientul Mijlociu și Africa; nr. 11 reprezintă Tanganyika.

Tanganyika a fost un teritoriu administrat de Marea Britanie din 1916 până în 1961. Britanicii au administrat inițial acest teritoriu ca o forță de ocupație după ce Royal Navy și infanteria indiană britanică i-au alungat pe germani în 1916. La 20 iulie 1922 administrația britanică a fost oficializată în Tanganyika prin mandatul Ligii Națiunilor. Începând din 1946 el a fost administrat de Marea Britanie ca un teritoriu încredințat de Organizația Națiunilor Unite.
Până la sfârșitul Primului Război Mondial, acest teritoriu a făcut parte din colonia germană Africa Orientală Germană. După izbucnirea războiului, britanicii au invadat Africa Orientală Germană, dar nu au fost capabili să învingă Armata Germană. Liderul armatelor germane din regiunea Marilor Lacuri Africane, Paul Emil von Lettow-Vorbeck, a capitulat abia când Imperiul German s-a prăbușit. După război Liga Națiunilor a oferit controlul acestei regiuni Marii Britanii care a denumit-o Tanganyika. Regatul Unit a stăpânit Tanganyika prin mandatul oferit de Liga Națiunilor până la sfârșitul celui de-al Doilea Război Mondial, după care a fost stăpânită ca un teritoriu încredințat de Organizația Națiunilor Unite. În 1961 Tanganyika și-a câștigat independența față de Marea Britanie ca Tanganyika, un stat membru al Commonwealth-ului Britanic. A devenit republică un an mai târziu, dar a rămas în Comunitatea Națiunilor Britanice. Tanganyika face parte acum din statul modern Tanzania.

## Etimologie
Numele "Tanganyika" este derivat din cuvintele swahili tanga („navigare”) și nyika („câmpie nelocuită”, „sălbăticie”). Ar putea, prin urmare, să fie înțeles ca o descriere a utilizării Lacului Tanganyika: „navigare în sălbăticie”.

## Istoric
În cea de-a doua jumătate a secolului al XIX-lea, pe măsură ce exploratorii și coloniștii europeni pătrundeau tot mai adânc în interiorul continentului african pornind din Zanzibar, Tanganyika a ajuns să însemne teritoriul aflat în jurul lacului omonim. În 1885 Germania a declarat că intenționează să instituie în regiune un protectorat numit Africa Orientală Germană, sub conducerea lui Carl Peters. Atunci când sultanul din Zanzibar a obiectat, navele de război germane s-au deplasat în zonă și au amenințat să-i bombardeze palatul. Marea Britanie și Germania s-au înțeles să împartă continentul african în sfere de influență, iar sultanul a fost nevoit să consimtă. După reprimarea cu brutalitate a Rebeliunii Maji Maji în 1905 și reforma realizată sub conducerea lui Bernhard Dernburg în 1907, colonia a devenit un model de eficiență colonială și a determinat o loialitate extraordinară a populațiilor indigene în timpul Primului Război Mondial. Programul educațional german pentru băștinașii africani, ce a inclus școli elementare, secundare și profesionale, a fost deosebit de important, cu standarde nemaiîntâlnite în altă parte a Africii tropicale.
După înfrângerea Germaniei în 1918 în Primul Război Mondial, Africa Orientală Germană a fost împărțită între puterile învingătoare în temeiul Tratatului de la Versailles. Rwanda și Burundi au fost atribuite Belgiei, micul Triunghi Kionga a fost atribuit Mozambicului Portughez, iar teritoriul din jurul lacului Tanganyika a fost plasat sub controlul britanicilor. „Tanganyika” a fost adoptat de către britanici ca nume al teritoriului administrat de ei din fosta Africă Orientală Germană.
În 1927 Tanganyika a aderat la Uniunea Vamală a Kenyei și Ugandei, precum și la Uniunea Poștală Est-Africană, ulterior Administrația Poștei și Telecomunicațiilor din Africa de Est. Cooperarea cu aceste țări s-a extins în mai multe moduri, ceea ce a dus la stabilirea Înaltei Comisii Est-Africane (1948-1961) și a Pieței Comune a Africii de Est (1961-1967), precursori ai Comunității Est-Africane. Țara a organizat primele alegeri în 1958 și 1959. În anul următor i-a fost acordat dreptul de auto-guvernare internă și s-au organizat noi alegeri. Ambele alegeri au fost câștigate de Uniunea Națională Africană Tanganyika, care a condus țara spre independență în decembrie 1961. În anul următor au avut loc alegeri prezidențiale, ce au fost câștigate de liderul TANU, Julius Nyerere.